# تور دوچرخه‌سواری چینگ‌های لیک
تور دوچرخه‌سواری چینگ‌های لیک (که در ایران با نام تور کینگ‌های لیک شناخته می‌شود) مسابقهٔ دوچرخه‌سواری مرحله‌ای است که در استان چینگ‌های در چین برگزار می‌شود. این مسابقه در سال ۲۰۰۲ راه‌اندازی و نام آن از دریاچه چینگ‌های گرفته شده‌است. تور چینگ‌های لیک بخشی از تور دوچرخه‌سواری آسیا است و با درجهٔ استثنایی (HC.2) درجه‌بندی شده‌است.